# Capilla Conmemorativa Oakland
La capilla Conmemorativa Oakland es una iglesia histórica y un edificio académico ubicada en el campus de la Universidad Estatal de Alcorn, en el suroeste rural del condado de Claiborne (Misisipi). Construida en 1838 como parte del Oakland College, es uno de los edificios más antiguos de Alcorn, que se hizo cargo del campus de esa escuela desaparecida después de la Guerra de Secesión. La capilla fue designada Hito Histórico Nacional en 1976 y fue designada Monumento de Misisipi en 1985.

## Descripción e historia
Ocupa una posición destacada en el campus de la Universidad Estatal de Alcorn, en el lado suroeste de ASU Drive, una de las vías de circulación del campus rural. Es un edificio de ladrillo de tres pisos con tejado a dos aguas. Su suelo funciona como un sótano elevado, con una columnata de pilares de ladrillo que sostienen un pórtico de templo griego de seis columnas. Las columnas son de orden toscano y sostienen un entablamento y frontón. Una torre cuadrada de estructura de madera de dos niveles se eleva sobre la cumbrera del techo, con un segundo nivel elaborado con columnas dóricas acanaladas y un entablamento con triglifos, metopas y mútulos. Está coronado por un balaustre.
Oakland College fue fundado en 1828 por el reverendo Jeremiah Chamberlain como parte de una misión presbiteriana para educar a los niños blancos de la región. En 1851, Chamberlain, un abolicionista, fue asesinado por un partidario de la esclavitud y la escuela se cerró durante la guerra civil estadounidense. No se recuperó después de la guerra y volvió a cerrar poco después de su reapertura. Sus activos se vendieron al estado en 1871. Ese mismo año, el estado estableció Alcorn, como la primera universidad con concesión de tierras específicamente para la educación de los afroamericanos. También se cree que es la primera escuela estatal del país en graduar a una mujer negra.
En el momento en que el estado adquirió el campus, había tres edificios del período del Oakland College. De estos, la capilla es la mejor conservada y la más sofisticada arquitectónicamente.